# Euskaltel-Euskadi (1994–2013)
Euskaltel-Euskadi (UCI Team Code: EUS) — испанская профессиональная шоссейная велокоманда, основанная в 1994 году. Считается баскской национальной командой, долгое время комплектовалась исключительно гонщиками баскского происхождения. Частично спонсировалась правительством Страны Басков. Имеет лицензию UCI ProTour с 2005 года.
В 2013 году в связи с тяжёлой финансовой обстановкой, сложившейся из-за отказа региональных властей продолжать финансирование, велись переговоры о возможной покупке команды пилотом Формулы-1 Фернандо Алонсо, которые закончились безрезультатно.

## Победы

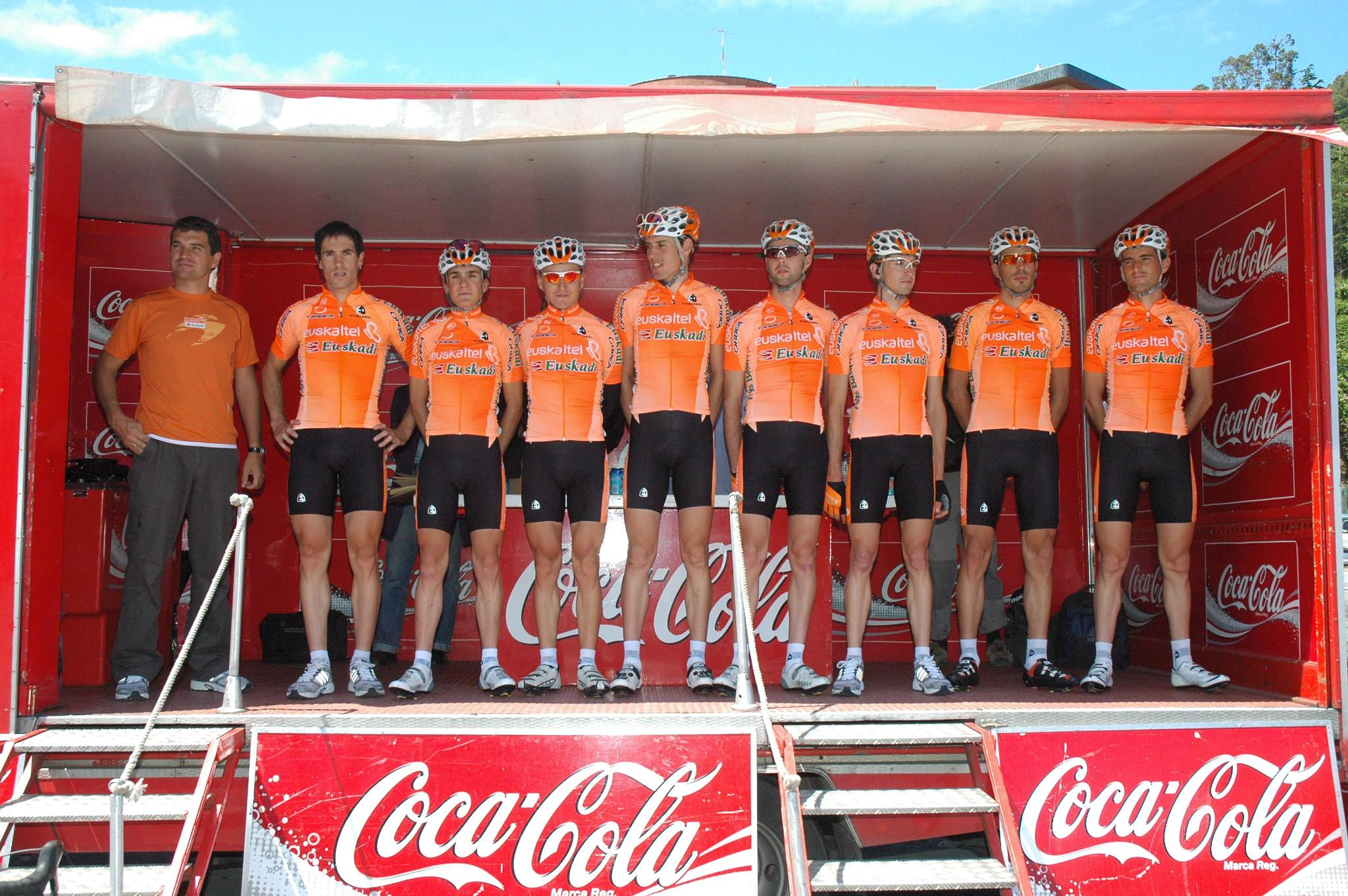
Команда в 2008 году

| 1995 - Волта Алгарви: этапы 4, 8 — Асьер Генечеа Сараин 1996 - Вуэльта Астурии: этап 4 — Альваро Гонсалес де Гальдеано - Чемпионат Испании в гонке на время — Иньиго Гонсалес де Эредиа 1998 - Тур де л’Авенир: этап 8 — Чема дель Ольмо Сендеги - Тур Португалии: этапы 7, 12 — Унай Эчебарриа 2000 - Классика Примавера — Унай Эчебарриа - Тур де л’Авенир: - этап 8 — Айтор Кинтана Сарате - этап 9 и генеральная классификация — Икер Флорес - Критериум Дофине: пролог — Альберто Лопес де Муньян Руис де Гауна - Вуэльта Астурии: этап 1 — Альберто Лопес де Муньян Руис де Гауна - Вуэльта Бургаса: этап 1 — Хосе Альберто Мартинес Тринидад - Эускаль Бисиклета: этап 4 и генеральная классификация — Аймар Субельдия 2001 - Вуэльта Андалусии: этап 5 — Мигель Артече Гесурага - Тур Страны Басков: этап 4 — Анхель Кастресана дель Валь - Вуэльта Валенсии: этап 3 — Давид Эчебарриа - Критериум Дофине: - Этап 3 — Унай Эчебарриа - Этап 6 — Ибан Майо - Вуэльта Риохи: этап 4 — Игор Флорес - Тур де Франс: этап 14 — Роберто Лайсека - Вуэльта Астурии: этап 5 — Альберто Лопес де Муньян Руис де Гауна - Классика Альп — Ибан Майо - Неделя Каталонии: этап 3 — Айтор Сильонис Арести 2002 - Эускаль Бисиклета: этапы 4а, 5а и 5б — Давид Эчебарриа - Вуэльта Мальорки — Игор Флорес - Вуэльта Кастилии и Леона: этап 1 — Давид Эрреро - Критериум Интернасиональ: генеральная классификация — Хосе Альберто Мартинес Тринидад - Тур де л’Авенир: этап 7 — Айтор Сильонис Арести 2003 - Эускаль Бисиклета: этап 1 — Давид Эчебарриа - Вуэльта Бургоса: этап 5 — Горка Гонсалес Ларраньяга - Вуэльта Риохи: этап 4 — Эгой Мартинес - Критериум Дофине: пролог и этап 4 — Ибан Майо - Тур де Франс: этап 8 — Ибан Майо - Тур Страны Басков: этапы 1, 5а, 5б и генеральная классификация — Ибан Майо 2004 - Вуэльта Мальорки — Унай Эчебарриа - Классика Алькобендаса: этапы 1, 2 и генеральная классификация — Ибан Майо - Восхождение на Наранко — Ибан Майо - Гран-При Льодио — Унай Эчебарриа - Эускаль Бисиклета: этап 5 — Роберто Лайсека - Вуэльта Астурии: генеральная классификация — Ибан Майо - Критериум Дофине: пролог, этап 4 и генеральная классификация — Ибан Майо 2005 - Классика Алькобендаса: этап 2 — Давид Эрреро - Гран-При Льодио — Давид Эрреро - Эускаль Бисиклета: этап 4 — Давид Эрреро - Тур Швейцарии: этап 9 и генеральная классификация — Айтор Гонсалес - Вуэльта Бургоса: этап 5 — Давид Эрреро - Вуэльта Испании: - этап 11 — Роберто Лайсека - этап 13 — Самуэль Санчес - Критериум Дофине: генеральная классификация — Иньиго Ландалусе - Восхождение на Монжуик — Самуэль Санчес 2006 - Париж — Ницца: спринтерская классификация — Самуэль Санчес - Тур Страны Басков: этапы 2 и 3 — Самуэль Санчес - Критериум Дофине: этап 6 — Ибан Майо - Вуэльта Бургоса: этап 4 и генеральная классификация — Ибан Майо - Восхождение на Уркиолу — Ибан Майо - Вуэльта Астурии: этап 3 — Самуэль Санчес - Вуэльта Испании: - Этап 13 — Самуэль Санчес - Этап 16 — Игор Антон - Чемпионат Цюриха — Самуэль Санчес - Восхождение на Монжуик — Игор Антон | 2007 - Тиррено — Адриатико: этап 7 — Кольдо Фернандес - Тур Страны Басков: - этапы 6 — Самуэль Санчес - горная классификация — Айтор Эрнандес - Тур Романдии: этап 4 — Игор Антон - Вуэльта Каталонии: этап 7 — Самуэль Санчес - Вуэльта Испании: этапы 15, 19 и 20 — Самуэль Санчес 2008 - Вуэльта Мурсии: этап 5 — Кольдо Фернандес - Вуэльта Кастилии и Леона: этап 5 — Кольдо Фернандес - Вуэльта Астурии: этап 2б — Самуэль Санчес - Эускаль Бисиклета: этап 2 — Кольдо Фернандес - Тур Швейцарии: этап 2 — Игор Антон - Вуэльта Бургоса: этап 3 — Кольдо Фернандес - Тур Вандеи — Кольдо Фернандес - Олимпийские игры, групповая гонка — Самуэль Санчес 2009 - Гран-При Льодио — Самуэль Санчес - Волта Алгарви: этап 2 — Кольдо Фернандес - Тур де Франс: этап 16 — Микель Астарлоса - Круг Гечо — Кольдо Фернандес - Восхождение на Уркиолу — Игор Антон - Вуэльта Бургоса: этап 1 — Кольдо Фернандес 2010 - Тур Страны Басков: этап 4 — Самуэль Санчес - Тур Романдии: этап 5 — Игор Антон - Вуэльта Испании: - этапы 4 и 11 — Игор Антон - этап 16 — Микель Ниеве - Классика Примавера — Самуэль Санчес - Вуэльта Кастилии и Леона: этап 3 — Игор Антон - Вуэльта Астурии: - этап 1 — Пабло Уртасун - этап 3б — Бенуа Инчаусти - Тур Баварии: этап 1 — Рубен Перес - Тур Люксембурга: этап 4 — Горка Исагирре - Классика Ордисии — Горка Исагирре - Вуэльта Бургоса: - этап 1 — Кольдо Фернандес - этапы 2, 5 — Самуэль Санчес - генеральная классификация — Самуэль Санчес - Тур Вандеи — Кольдо Фернандес 2011 - Тур Страны Басков: этап 4 — Самуэль Санчес - Тур Романдии: этап 1 — Хонатан Кастовьехо - Гран-при Мигеля Индураина — Самуэль Санчес - Вуэльта Мадрида: этап 1 — Хонатан Кастовьехо - Джиро д’Италия: - этап 14 — Игор Антон - этап 15 — Микель Ниеве - Тур де Франс: - этап 12 — Самуэль Санчес - горная классификация — Самуэль Санчес - Вуэльта Бургоса: - этап 1 — Самуэль Санчес - этап 5 — Микель Ланда - Вуэльта Испании: этап 19 — Игор Антон 2012 - Вуэльта Каталонии: этап 6 — Самуэль Санчес - Тур Страны Басков: этапы 3, 6 и генеральная классификация — Самуэль Санчес - Вуэльта Астурии: этап 2b — Ион Исагирре - Джиро д'Италии 2012: этап 16 — Ион Исагирре - Тур Британии: этап 7 — Пабло Уртасун - Классика Ордисии — Горка Исагирре 2013 - Вуэльта Кастилии и Леона: - этап 1 — Пабло Уртасун - этап 2 — Хуан Хосе Лобато - Критериум Дофине: этап 7 — Самуэль Санчес - Круг Гечо — Хуан Хосе Лобато - Чемпионат Греции - групповая гонка — Иоаннис Тамуридис - индивидуальная гонка на время — Иоаннис Тамуридис |

## Попадания в Top 10 на многодневных велогонках
| Год  | Тур де Франс                           | Вуэльта Испании     | Тур Страны Басков                   | Эускаль Бисиклета                    | Критериум ду Дофине Либере | Тур Швейцарии     | Джиро д'Италия   |
| 2000 |                                        | 10. Роберто Лайсека |                                     |                                      |                            |                   |                  |
| 2002 |                                        | 5. Ибан Майо        |                                     |                                      |                            |                   |                  |
| 2003 | 5. Аймар Субельдия 6. Ибан Майо        |                     | 1. Ибан Майо                        |                                      |                            |                   |                  |
| 2004 |                                        |                     | 2. Ибан Майо 3. Давад Эчебарриа     | 2. Роберто Лайсека 3. Самуэль Санчес | 1. Ибан Майо               |                   |                  |
| 2005 |                                        | 10. Самуэль Санчес  |                                     | 3. Аткеса Пенья                      | 1. Иньиго Ландалусе        | 1. Айтор Гонсалес |                  |
| 2006 | 9. Аймар Субельдия                     | 7. Самуэль Санчес   |                                     | 2. Давид Эрреро                      |                            |                   |                  |
| 2007 | 5. Аймар Субельдия 9. Микель Астарлоса |                     | 3. Самуэль Санчес 8. Игор Антон     | 3. Самуэль Санчес                    |                            |                   |                  |
| 2008 | 7. Самуэль Санчес                      | 9. Эгой Мартинес    |                                     | 5. Игор Антон                        |                            | 3. Игор Антон     |                  |
| 2009 |                                        | 2. Самуэль Санчес   |                                     | 3. Самуэль Санчес                    |                            |                   |                  |
| 2010 | 4. Самуэль Санчес                      |                     | 2. Бенуа Инчаусти 7. Самуэль Санчес |                                      |                            |                   |                  |
| 2011 | 5. Самуэль Санчес                      | 10. Микель Ниеве    | 6. Самуэль Санчес                   |                                      |                            |                   | 10. Микель Ниеве |
| 2012 |                                        |                     | 1. Самуэль Санчес                   |                                      |                            |                   |                  |

## Состав
| Гонщик               | Родился    | Страна     |
| -------------------- | ---------- | ---------- |
| Ион Аберастури       | 28.03.1989 | Испания    |
| Игор Антон           | 02.03.1983 | Испания    |
| Микель Астарлоса     | 17.11.1979 | Испания    |
| Хорхе Асанса         | 16.06.1982 | Испания    |
| Пейо Бильбао         | 25.02.1990 | Испания    |
| Гарикоиц Браво       | 31.07.1989 | Испания    |
| Рикардо Гарсия       | 26.02.1988 | Испания    |
| Ион Исагирре         | 04.02.1989 | Испания    |
| Горка Исагирре       | 07.10.1987 | Испания    |
| Юре Коцьян           | 18.10.1984 | Словения   |
| Микель Ланда         | 13.12.1989 | Испания    |
| Хуан Хосе Лобато     | 29.12.1988 | Испания    |
| Эгои Мартинес        | 15.05.1978 | Испания    |
| Рикардо Местре       | 11.09.1983 | Испания    |
| Микель Ниеве         | 26.05.1984 | Португалия |
| Хуан Хосе Орос       | 11.07.1980 | Испания    |
| Рубен Перес          | 30.10.1981 | Испания    |
| Штеффен Радохла      | 19.10.1978 | Германия   |
| Адриан Саэс          | 17.03.1986 | Испания    |
| Самуэль Санчес       | 05.02.1978 | Испания    |
| Андре Шульце         | 21.11.1974 | Германия   |
| Александр Серебряков | 25.09.1987 | Россия     |
| Ромен Сикар          | 01.01.1988 | Франция    |
| Иоаннис Тамуридис    | 03.06.1980 | Греция     |
| Пабло Уртасун        | 29.03.1980 | Испания    |
| Роберт Вречер        | 08.10.1980 | Словения   |

| Гонщик              | Родился    | Страна  |
| ------------------- | ---------- | ------- |
| Игор Антон          | 02.03.1983 | Испания |
| Микель Астарлоса    | 17.11.1979 | Испания |
| Хавьер Арамендия    | 05.12.1986 | Испания |
| Хорхе Асанса        | 16.06.1982 | Испания |
| Пейо Бильбао        | 25.02.1990 | Испания |
| Хонатан Кастровьехо | 27.04.1987 | Испания |
| Пьер Казо           | 07.06.1984 | Франция |
| Кольдо Фернандес    | 13.09.1981 | Испания |
| Иньяки Исаси        | 20.04.1977 | Испания |
| Горка Исагирре      | 07.10.1987 | Испания |
| Ион Исагирре        | 04.02.1989 | Испания |
| Микель Ланда        | 13.12.1989 | Испания |
| Эгои Мартинес       | 15.05.1978 | Испания |
| Мигель Минге        | 30.08.1988 | Испания |
| Микель Ниеве        | 26.05.1984 | Испания |
| Хуан Хосе Орос      | 11.07.1980 | Испания |
| Алан Перес          | 15.07.1982 | Испания |
| Рубен Перес         | 30.10.1981 | Испания |
| Самуэль Санчес      | 05.02.1978 | Испания |
| Даниэль Сесма       | 18.06.1984 | Испания |
| Ромен Сикар         | 01.01.1988 | Франция |
| Аметс Чурукка       | 10.11.1982 | Испания |
| Пабло Уртасун       | 29.03.1980 | Испания |
| Иван Веласко        | 07.02.1980 | Испания |
| Горка Вердуго       | 04.11.1978 | Испания |